# Lama (Francia)
Lama es una comuna francesa, en la región de Córcega, departamento de Alta Córcega, distrito de Bastia.

## Geografía
Aldea corsa situada en el lado oriental del valle del Ostriconi, en el macizo del Monte Asto.